# Sega Rally 3
Pour les articles homonymes, voir SR3.
Sega Rally 3 est un jeu d'arcade de course développé par la société Sega en 2008.

## Description
Ce jeu est sorti sur Europa-R,,,.